# 9658 Imabari
A 9658 Imabari (ideiglenes jelöléssel 1996 DD3) a Naprendszer kisbolygóövében található aszteroida. Akimasa Nakamura fedezte fel 1996. február 28-án.